# Sognekommuner i Danmark (før 1970)
En sognekommune var før kommunalreformen i 1970 en kommune, der ikke var en købstad, og blev styret af et sogneråd ledet af sognerådsformanden. Nogle sognekommuner var dog allerede før 1970 gået over til at kalde kommunens ledelse en kommunalbestyrelse.
Administrativt var sognekommunen underlagt en amtskommune (amtsrådskreds), hvoraf der frem til kommunalreformen i 1970 fandtes 25.

## Historie
Baggrunden for sognekommunerne var Reglement for Fattigvæsenet på Landet af 5. juli 1803, hvori bestemtes, at de værdigt trængendes forsørgelse skulle ske efter en inddeling i sognedistrikter, idet sogne forenede under samme præstekald skulle udgøre et distrikt. Hvert distrikt skulle have sin egen fattigbestyrelse, kaldet sognekommission, og sin egen fattigkasse, hvis midler skulle skaffes ved ligning på stedets beboere. I 1814 oprettedes i henhold til kongelig anordning af 29. April 1813 yderligere skolekommissioner med ansvar for den da indførte og for første gang landsomfattende almue- eller folkeskole, der forvaltedes på lignende måde.
Ordningen bestod indtil, at der ved anordning af 13. august 1841 indrettedes en almindelig ordning af et landkommunalvæsen. Derved forsvandt fattig- og skolekommissionerne, og ansvaret for disse opgaver overgik sognedistrikternes sogneforstanderskab. En yderligere udvikling skete ved landkommunallov af 6. juli 1867, hvor begrebet sognekommune blev indført og navnet på en sognekommunes styrelse blev ændret til sogneråd.
I anden halvdel af 1800-tallet skete en voksende byudvikling dels i form af forstæder i tilknytning til de daværende købstæder, dels i form af nye bymæssige bebyggelser (stationsbyer, vejbyer og lignende). Denne udvikling stillede lovgivningsmagten over for spørgsmålet om hvorledes, disse forandrede forhold skulle indarbejdes i lovgivningen. Man havde da to muligheder:
enten at indlemme forstæder i købstadskommunerne for derved at sikre sammenhørende bebyggelser fælles styrelse,
eller at give hjemmel for at bruge bestemmelser udarbejdet med henblik på købstæderne også i sognekommunerne.
Begge veje blev taget i brug. Vanskeligheden ved den første fremgangsmåde (fastlagt ved Lov af 17. maj 1873 og i kraft til 1920, hvorefter den afløstes af Loven om Indlemmelse i Købstæder af Arealer af Sognekommuner af 28. Juni 1920) var, at der hver gang skulle en lov til, lige som tidens bestemmelser om samtykke fra de berørte kommunale myndigheder vanskeliggjorde fremgangsmådens anvendelse. I stedet greb man mere og mere til den anden fremgangsmåde, og skridt for skridt indførtes i ulige dele af lovgivningen hjemmel til at lade bestemmelserne gælde også i sognekommuner.
Ved lov nr. 21 af 4. februar 1871 om politiet uden for København blev der blandt andet for forstæder i sognekommunerne givet en mulighed for anvendelse af købstadsreglerne på sådanne forstæder, der stødte umiddelbart op til købstadsbebyggelser, og i § 5 i samme lov åbnet mulighed for administrativt at gøre lovens bestemmelser gældende også for "landjurisdictioner eller dele af samme".
I lov nr. 28 af 21. marts 1873 om brandvæsenets ordning i købstæderne uden for København blev der i § 38 åbnet mulighed for at udvide bestemmelserne til "handels-, lade- og lossepladser med de forandringer, som det pågældende steds særegne kommunale og stedlige forhold gør nødvendigt".
Ved lov af 11. februar 1876 angående tilvejebringelse af bygningsreglementer for landdistrikter blev justitsministeren givet en bemyndigelse til helt eller delvist at udvide bestemmelserne i bygningslov for købstæderne eller i den særlige bygningslov for Frederiksberg af 12. januar 1858 til at omfatte landdistrikter eller dele af samme. Dette førte snart til udarbejdelse af særlige bygningsreglementer omfattende tættere bebyggede områder rundt om i sognekommunerne.
Med tiden udvidedes sognekommunernes ansvar og opgaver til efter 1. verdenskrig at omfatte:
1. fattig- og forsørgelsesvæsenet,
2. vejvæsenet, herunder brolægning, belysning og snerydning,
3. det elementære skolevæsen (folkeskolen),
4. politi,
5. det almindelige næringsvæsen (næringstilladelser),
6. havnevæsenet, undtagen for havne henlagte umiddelbart under staten,
7. en del landboanliggender, så som omsorg for hegn og fred,
8. vandforsyning,
9. kloakledninger, skadeligt vands afledning og lignende,
10. affaldsbortskaffelse og almindelig renlighed,
11. bygnings- og sundhedsvæsen, og
12. sikring af de for den kommunale virksomhed nødvendige midler (kort sagt: skatter).[7]

Med henblik på sikringen af de for sin virksomhed nødvendige midler havde kommunen tre muligheder:
1. Det offentlige kunne eje ejendom eller ejendomsrettigheder og kræve vederlag for at overlade udnyttelsen til private.
2. Kommunen kunne selv drive virksomhed — under det frie markeds vilkår eller med eneret — og tage betaling for, hvad virksomheden ydede. Denne virksomhed var ofte gas-, elektricitets- og vandværker, idet kommunen derved opnåede den ekstra fordel selv at blive i stand til fastlægge fordelingsnettets udformning og derved blandt andet kunne sikre vand til brandvæsenet, gas og elektricitet til gadebelysning og forsyning af offentlige institutioner og private hjem.
3. Endelig kunne kommunen opkræve skatter, hvis hovedkendemærke var, at de ikke var vederlag for nogen øremærket tjeneste fra det offentliges side og af den grund måtte have præg af tvangsbidrag til samfundshusholdningen.

I 1925 blev det gjort frivilligt og fra 1938 lovpligtigt for sognekommuner med byer med mere end 1000 indbyggere at udarbejde en byplan (kommuneplan). Bestemmelsen i byplanloven fra 1938 berørte ved lovens vedtagelse i alt omkring 230 sognekommuner.
I 1933 gennemførtes to nye love om den kommunale styrelse, lov nr. 87 af 25. marts 1933 om købstadskommunernes styrelse og lov nr. 88 af 25. marts 1933 om landkommunernes styrelse. Købstadskommunallovens § 34 stk. 2 bestemte for Frederiksberg kommune, at den skulle anses for en købstad og forvaltes efter bestemmelserne i loven, dog under hensyn til visse særlige bestemmelser fastlagt i en særlig vedtægt vedtaget af Frederiksberg kommunalbestyrelse og stadfæstet af indenrigsministeren. Tilsvarende blev det i lovens § 34 stk. 3 bestemt, at lignende bestemmelser kunne gøres gældende for Gentofte kommune (ved regler fastlagt af indenrigsministeren og efter indhentet erklæring fra Københavns amtsråd) i det omfang, at dette måtte anses foreneligt med kommunens tilhørsforhold til Københavns amtsrådskreds med de tilpasninger, der efter forholdene måtte anses for hensigtsmæssige. Vedtægten, der fastlagde disse, blev stadfæstet i 1934, hvorefter Gentofte kommune i styrelsesmæssig henseende fik en købstadslignende stilling. Tilsvarende regler blev ved lov nr. 181 af 20. maj 1952 om ændringer i de københavnske omegnskommuners styrelse m.v. udvidet til også at omfatte en række københavnske omegnskommuner, nemlig Ballerup-Måløv, Birkerød, Brøndbyvester-Brøndbyøster, Dragør, Farum, Gladsaxe, Glostrup, Herlev, Herstedøster-Herstedvester, Hvidovre, Høje Tåstrup, Hørsholm, Lyngby-Tårbæk, Rødovre, Store Magleby, Søllerød, Tårnby, Vallensbæk og Værløse kommuner.

## Sognekommunernes nedlæggelse
Uden for Københavns Omegn eksisterede sognekommunerne frem til 1970. I de nye storkommuner, der blev dannet i 1970, blev de kommunale kerneopgaver fra sogneforstanderskabernes tid typisk delt mellem tre udvalg:
- Teknisk udvalg (udvalget for teknik, miljø og vejvæsen)
- Det sociale udvalg
- Skole- og kulturudvalget (i samarbejde med skolekommissionen og fritidskommissionen)

Desuden nedsatte kommunerne et varierede antal udvalg, der tog sig af andre sager.